# 폴 뫼리스

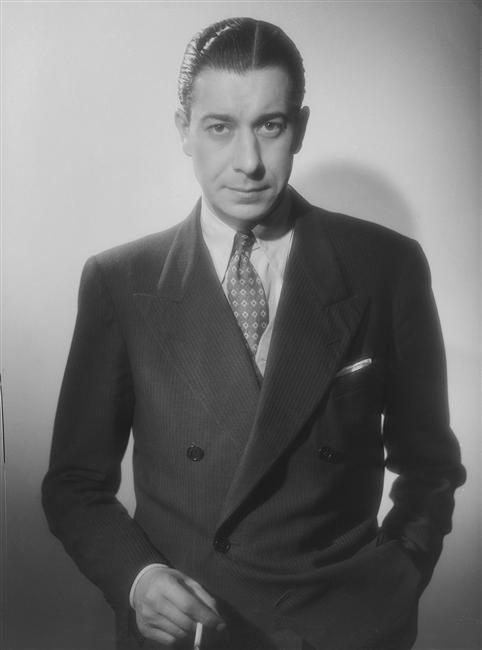
1946년 모습

폴 뫼리스(Paul Meurisse, 1912년 12월 21일 ~ 1979년 1월 19일)는 프랑스의 연극 배우, 영화배우이다.
됭케르크에서 태어났으며 뇌이쉬르센에서 사망하였다. 사인은 심근 경색이다.

## 영화
- 코드명 멜빌 (2009년) - 본인 역
- 르 지땅 (1974년)
- 애정의 미로 (1971년)
- 그림자 군단 (1969년) - 뤽 자르디 역
- 두 번째 숨결 (1966년) - 블로 형사 역
- 진실 (1960년)
- 라 테테 콘트레 레즈 머스 (1959년)
- 풀밭 위의 오찬 (1959년)
- 위험한 초대 (1959년)
- 디아볼릭 (1955년) - 미셸 들라살 역
- 꽃다운 나이 (1947년)
- 세느강의 몽마르트르 (1941년)